# 飯吉透
飯吉 透（いいよし とおる、1964年（昭和39年）- ）は、日本の教育学者。
東京都出身。2012年（平成24年）1月より京都大学高等教育研究開発推進センター教授、2014年（平成26年）4月より同センター長、同年10月より京都大学教育担当理事補（2020年9月まで）。2022年（令和4年）10月より京都大学学術情報メディアセンター教授（教育イノベーション分野）。京都大学大学院教育学研究科教授（高等教育学コース）を兼任。

## 来歴
筑波大学附属駒場中学校・高等学校卒業。国際基督教大学教養学部教育学科卒業、同大学院教育学研究科にて教育修士号を取得（教育工学）。フロリダ州立大学教育大学院にて博士号（Ph.D. 教授システム学）を取得。京都大学高等教育研究開発推進センター長・教授。私学高等教育研究所客員研究員。中央教育審議会大学分科会質保証システム部会臨時委員。
ジョージア大学学習行動支援研究所研究員、カーネギー財団上級研究員、同財団知識メディア研究所所長、東京大学大学院情報学環客員教授、中部大学高等学術研究所客員教授、マサチューセッツ工科大学教育イノベーション・テクノロジー局シニア・ストラテジスト、北陸先端科学技術大学院大学大学院教育イニシアティブセンター客員教授などを歴任。

## 著作

### 主共編著書
- "Opening Up Education: The Collective Advancement of Education through Open Technology, Open Content, and Open Knowledge"MIT Press、2008年

### 主共著書
- 『ウェブで学ぶ オープンエデュケーションと知の革命』梅田望夫、筑摩書房、2010年
- 『電脳への提言』アスキー、1997年
- 『マルチメディアデザイン論』菊江賢治、アスキー、1996年

## 脚註
1. ↑  “ブログ情報 - 飯吉透オフィシャルブログ”. 2010年5月31日閲覧。